# Emblyna altamira
Emblyna altamira är en spindelart som först beskrevs av Willis J. Gertsch och Davis 1942.  Emblyna altamira ingår i släktet Emblyna och familjen kardarspindlar. Inga underarter finns listade i Catalogue of Life.